# Otrhánky
Otrhánky est un village de Slovaquie situé dans la région de Trenčín.

## Histoire
Première mention écrite du village en 1323.

## Démographie

### Évolution de la population
| Année:               | 1994. | 2004.   | 2014.   | 2024.   |
| -------------------- | ----- | ------- | ------- | ------- |
| Nombre de personnes: | 453   | 429     | 402     | 394     |
| Différence:          |       | -5,29 % | -6,29 % | -1,99 % |

| Année:               | 2023. | 2024.   |
| -------------------- | ----- | ------- |
| Nombre de personnes: | 382   | 394     |
| Différence:          |       | +3,14 % |